# Otto Nikolaus Witt

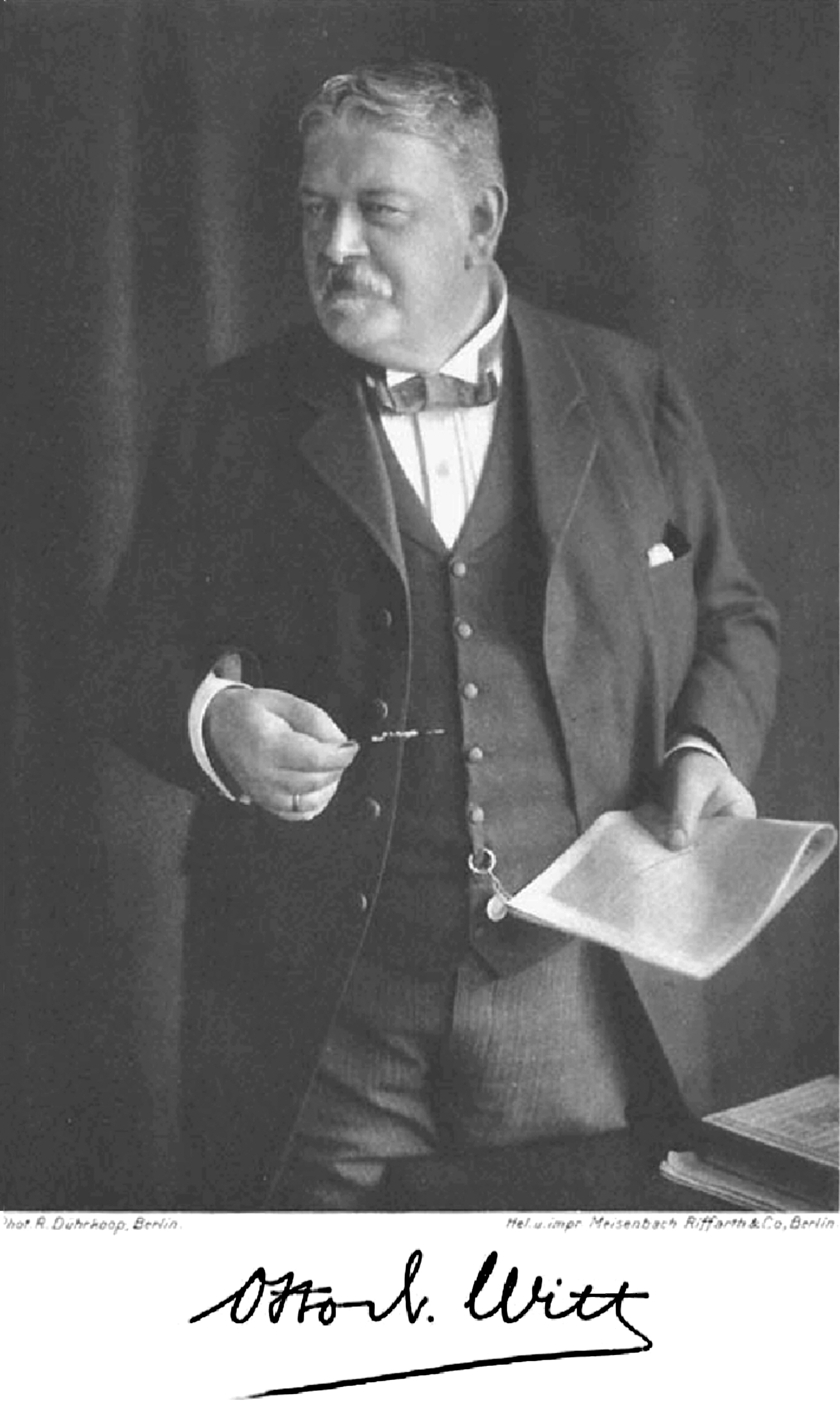
Otto N. Witt 1905

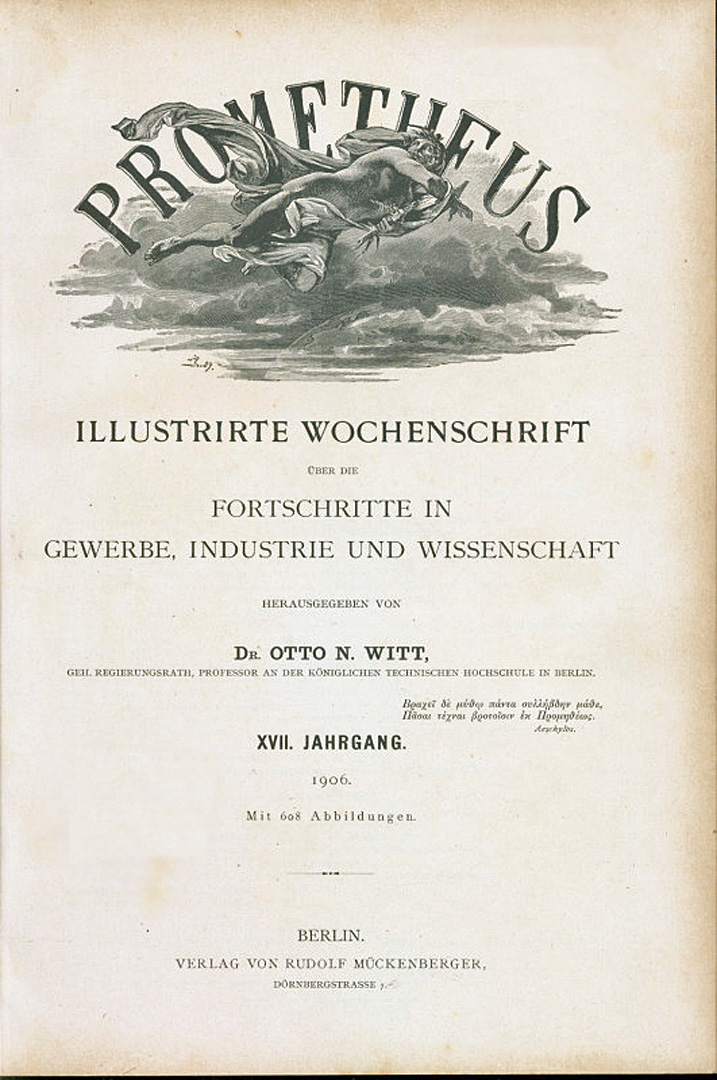
Prometheus-Deckblatt der gebundenen Ausgabe 1906

Otto Nikolaus Witt (russisch Отто Николаус Витт, wiss. Transliteration Otto Nikolaus Vitt; * 31. März 1853 in Sankt Petersburg; † 23. März 1915 in Berlin) war ein russischer, schweizerischer und deutscher Chemiker.

## Leben
Otto Nikolaus Witt war der Sohn eines russischen Ministerialbeamten deutscher Abstammung. 1865 wohnte die Familie in München und verzog 1866 nach Zürich. Hier nahm die Familie die Schweizer Staatsbürgerschaft an. Witt studierte 1871 bis 1873 Chemie am  Polytechnikum Zürich. Er arbeitete 1873 bei der „Eisenhütte Vulkan“ in Duisburg, 1874 bei der Kattundruckerei „Schiesser“ in Hard und nahm sein Studium in Zürich wieder auf. Sein Interesse galt den Farbstoffen von Croissant und Bretonnière, die er als Schwefelfarbstoffe erkannte und er deckte das bis dahin geheimgehaltene Fabrikationsverfahren auf. 1875 promovierte er in Zürich über „Metadichlorbenzol“. Danach arbeitete er bei einer Anilinfabrik in Brentford. Im Alter von 23 Jahren stellte Witt 1876 seine Farbstofftheorie auf, deren Kern sich wie folgt zusammenfassen lässt:
Die Farbstoffnatur aromatischer Körper ist bedingt durch die gleichzeitige Anwesenheit einer farbgebenden und einer salzbildenden Gruppe.
Noch im selben Jahr (1876) entdeckte Witt auf der Basis seiner Überlegungen den Azofarbstoff Chrysoidin, was in der Folge zur Synthese zahlreicher weiterer, gelber bis purpurner Azofarbstoffe führte. 1879 arbeitete Witt bei Cassella & Co. in Frankfurt am Main, später in einer Chemieschule in Mülhausen, zwischen 1882 und 1885 war er Direktor des Vereins chemischer Fabriken in Waldhof bei Mannheim. 1885 wurde er deutscher Staatsbürger. Im Jahre 1885 habilitierte Witt sich an der TH Charlottenburg mit dem Thema „Bleicherei, Färberei und Zeugdruck“. Von 1897 bis 1898 war er deren Rektor.
Witt gründete 1889 auch die populärwissenschaftliche Zeitschrift Prometheus, die bis 1921 erschien.

## Werke (Auswahl)
- Zur Kenntnis des Metadichlorbenzols und seiner Derivate. Ueber aromatische Nitrosamine. Zürich 1875 (Phil. Diss. 1875)
- Zur Kenntniss des Metadichlorbenzols und seiner Derivate. Über aromatische Nitrosamine. Orell Füssli, Zürich 1875.
- Über die neuesten chemischen Fortschritte auf dem Gebiet der Kattun-Druckerei. Berlin 1885.
- Chemische Homologie und Isomerie in ihrem Einflusse auf Erfindungen aus dem Gebiete der organischen Chemie. Eine patentrechtliche Studie vom Standpunkte des Chemikers. Berlin 1889.
- Die deutsche chemische Industrie in ihren Beziehungen zum Patentwesen. Mit besonderer Berücksichtigung der Erfindungen aus dem Gebiete der organischen Chemie. Acht Vorträge, gehalten im Kaiserlichen Patentamt zu Berlin. Mückenberger, Berlin 1893.
- Die Lebensbedingungen der modernen Chemischen Industrie. Rede zum Geburtsfeste Seiner Majestät des Kaisers und Königs Wilhelm II., in der Aula der Königlichen Technischen Hochschule zu Berlin, am 26. Januar 1898. Berlin 1998
- Rede bei der Gedenkfeier für den verewigten Reichskanzler Fürsten von Bismarck am 9. März 1899. Berlin 1899.
- Otto N. Witt [Red.]: Weltausstellung in Paris 1900. Amtlicher Katalog der Ausstellung des Deutschen Reichs. Selbstverlag, Berlin 1900. (Digitalisat)
- Narthekion. Nachdenkliche Betrachtungen eines Naturforschers. 3 Bände. Mückenberger, Berlin 1901–1908.
- Nekrolog auf Ferdinand Tiemann. Schade, Berlin 1902
- Die chemische Industrie des Deutschen Reiches im Beginne des zwanzigsten Jahrhunderts. Eine Festschrift zum 25. Jubiläum der Begründung des Vereins zur Wahrung der Interessen der Chemischen Industrie Deutschlands. Gaertner, Berlin 1902.
- Die künstlichen Seiden. 2. durchges. u. verb. Aufl. Simion, Berlin 1909.
- Otto N. Witt, Ludwig Lehmann: Chemische Technologie der Gespinnstfasern, ihre Geschichte, Gewinnung, Verarbeitung und Veredlung. 2 Bände. Vieweg, Braunschweig 1910–1917
- Rückblicke und Ausblicke auf dem Gebiete der technischen Chemie. Denter & Nicolas, Berlin 1911.